# Il segreto della palma d'acciaio
Il segreto della palma d'acciaio (頂天立地S, Dǐng Tiān Lì DìP) è un film del 1973 diretto da Chu Mu.
Il film, prodotto a Hong Kong, è noto per essere uno dei primi film in cui Jackie Chan riveste un ruolo importante, anche se muore a circa metà pellicola. I protagonisti sono Wong Ching e Yuen Qiu.

## Trama
Durante l'occupazione giapponese, un ex attore del teatro cinese (Wong Ching), si ribella alle truppe nipponiche che spadroneggiano nel suo villaggio, violentando e malmenando donne, bambini e anziani.